# Miquel Nadal i Buades
Miquel Nadal i Buades és un polític mallorquí nascut el 19 d'agost de 1960 a Palma.

## Carrera política
Llicenciat en dret per la Universitat de les Illes Balears l'any 1985, fou president i membre del comitè executiu d'Unió Mallorquina des de 1993.
Els seus inicis polítics foren en el moment en què fou nomenat secretari general tècnic de la Conselleria de Cultura, Educació i Esports amb Maria Antònia Munar. Fou diputat del Parlament de les Illes Balears de 1999 a 2007, Conseller de Serveis Generals del Consell de Mallorca de 1999 a 2001 i, des de 2001 fins al 2007, vicepresident primer de la institució insular. Durant uns dies fou president en funcions del Consell en substitució de Munar, que anteriorment havia estat elegida presidenta del Parlament.
L'any 2007 encapçalava les llistes d'UM a l'Ajuntament de Palma de què sortí elegit regidor de Cort. Donà suport a la investidura de la socialista Aina Calvo com a batlessa de la capital illenca, tot i que, per desavinences internes, fou efímerament primer tinent de batle de Medi Ambient, Economia i Esports.
El X Congrés d'Unió Mallorquina celebrat el 15 de desembre de 2007 el nomena president d'una llista única i de consens. El Secretari General d'Unió Mallorquina recalà en Miquel Ferrer Viver i la vicepresidència en Guillem Ginard Sala. Però, amb el partit immers dins una profunda crisi interna, dimití juntament amb tota la seva executiva el 8 de juny de 2009.
El dia 1 d'octubre de 2008, prengué possessió com a Conseller de Turisme del Govern Balear. Accedí a aquest càrrec arran de la dimissió del seu company de partit Francesc Buils.

## Implicació en casos de corrupció
El dia 3 de desembre de 2009, anuncià que renunciava com a conseller de Turisme, després de ser imputat pels casos de corrupció de Can Domenge i Maquillatge. Poc després de la seva imputació en el cas Voltor, Miquel Nadal comunicà a Unió Mallorquina el 24 de febrer de 2010 la seva retirada de la vida política i la renúncia al càrrec de regidor a l'ajuntament de Palma. També fou imputat pel cas Ibatur.

### Condemnes
En relació al cas de Can Domenge, el 23 de juliol de 2013 la sala segona de l'Audiència de Palma va fer pública la sentència, indicant que el Consell de Mallorca va adjudicar irregularment uns terrenys a l'empresa Sacresa per construir-hi habitatges, i condemnà Miquel Nadal, quatre anys de presó, pels delictes de prevaricació, frau i revelació d'informació confidencial. La condemna implicà l'ingrés de Nadal a la presó, perquè la mateixa setmana es va fer pública una altra condemna ferma del Suprem per una peça separada del "cas Palma Arena".